# Trespring (atletik)
Trespring er en atletikdisciplin, der har en vis lighed med længdespring, blot har udøveren tre "skridt" til at nå længst muligt. Trespring er som længdespring en disciplin, hvor evnen til at sprinte er meget vigtig for at opnå så stor afsætningsfart som muligt.
De tre skridt eller spring udøveren har skal udføres som:
- Et hop hvor der landes på samme fod som der blev sat af på
- Et skridt hvor der landes på modsatte fod af den der blev sat af på
- Det sidste spring er det afsluttende, hvor der landes i sandgraven.

Trespring har været på det olympiske program lige siden 1896. Kvinderne måtte vente 100 år (til 1996) før trespring for kvinder kom på det olympiske program.
Jonathan Edwards fra Storbritannien holder verdensrekorden på 18,29 meter, mens Yulimar Rojas fra Venezuela har kvindernes rekord med 15,67 meter, som hun opnåede til OL i Tokyo i 2021.

## Ekstern kilde/henvisning
- Wikimedia Commons har flere filer relateret til Trespring (atletik)
- Artikel og video: Guld til Nelson Évora i trespring ved OL i Kina i 2008.